# 王翔 (嘉慶進士)
王翔，贵州修文人，清政治人物、進士出身。
嘉慶十三年（1808年）戊辰科進士，三甲一百三十三名，后官山東鄆城知縣。